# Gewöhnliche Strandsimse
Die Gewöhnliche Strandsimse (Bolboschoenus maritimus), auch als Strandbinse bezeichnet, ist eine Pflanzenart aus der Gattung der Strandsimsen (Bolboschoenus) innerhalb der Familie der Sauergrasgewächse (Cyperaceae). Sie ist eine Sumpfpflanze mit lufterfüllten Räumen in den unterirdischen Organen (helomorph). Sie wurde früher wie viele Seggen- und Binsenarten als Flechtmaterial genutzt.

## Beschreibung

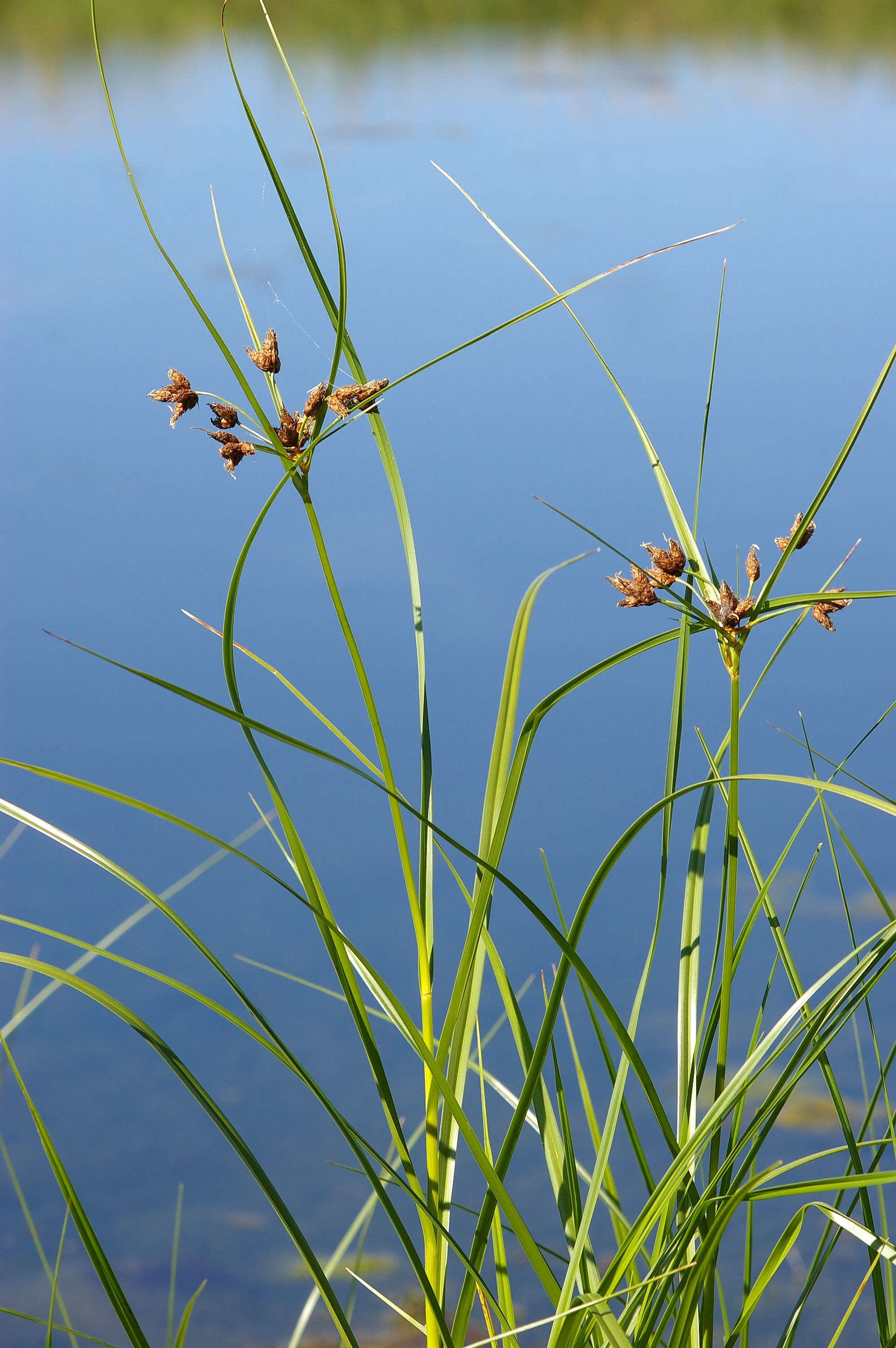
Strandsimsen abseits der Küsten bzw. an Süßwasserstellen werden nach neueren Erkenntnissen nicht mehr zu Bolboschoenus maritimus s. str. (im engeren Sinne) gezählt; stattdessen handelt es sich (in Deutschland) wohl meist um die 2004 beschriebene Art Bolboschoenus laticarpus

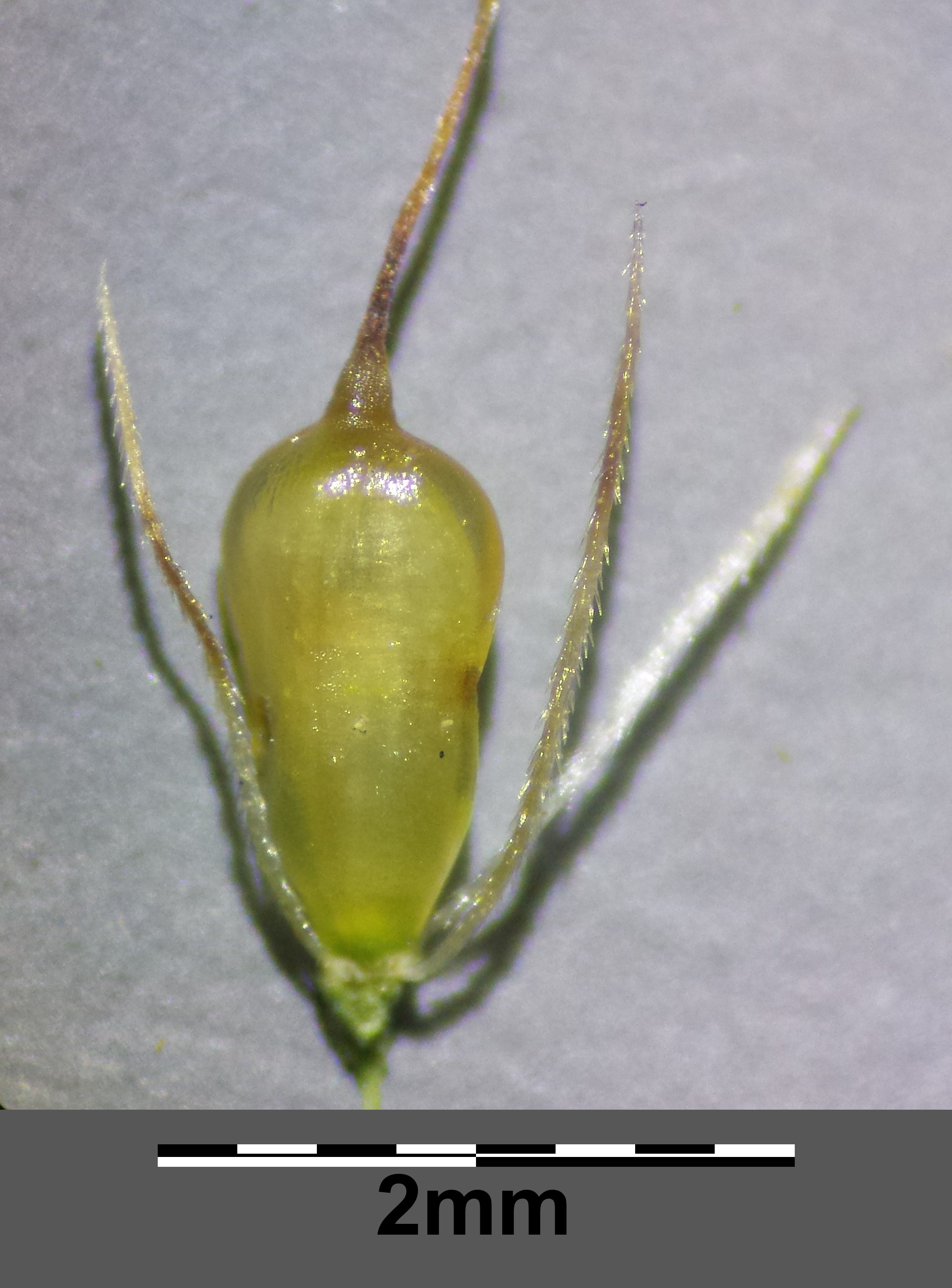
Fruchtknoten mit Perigonborsten

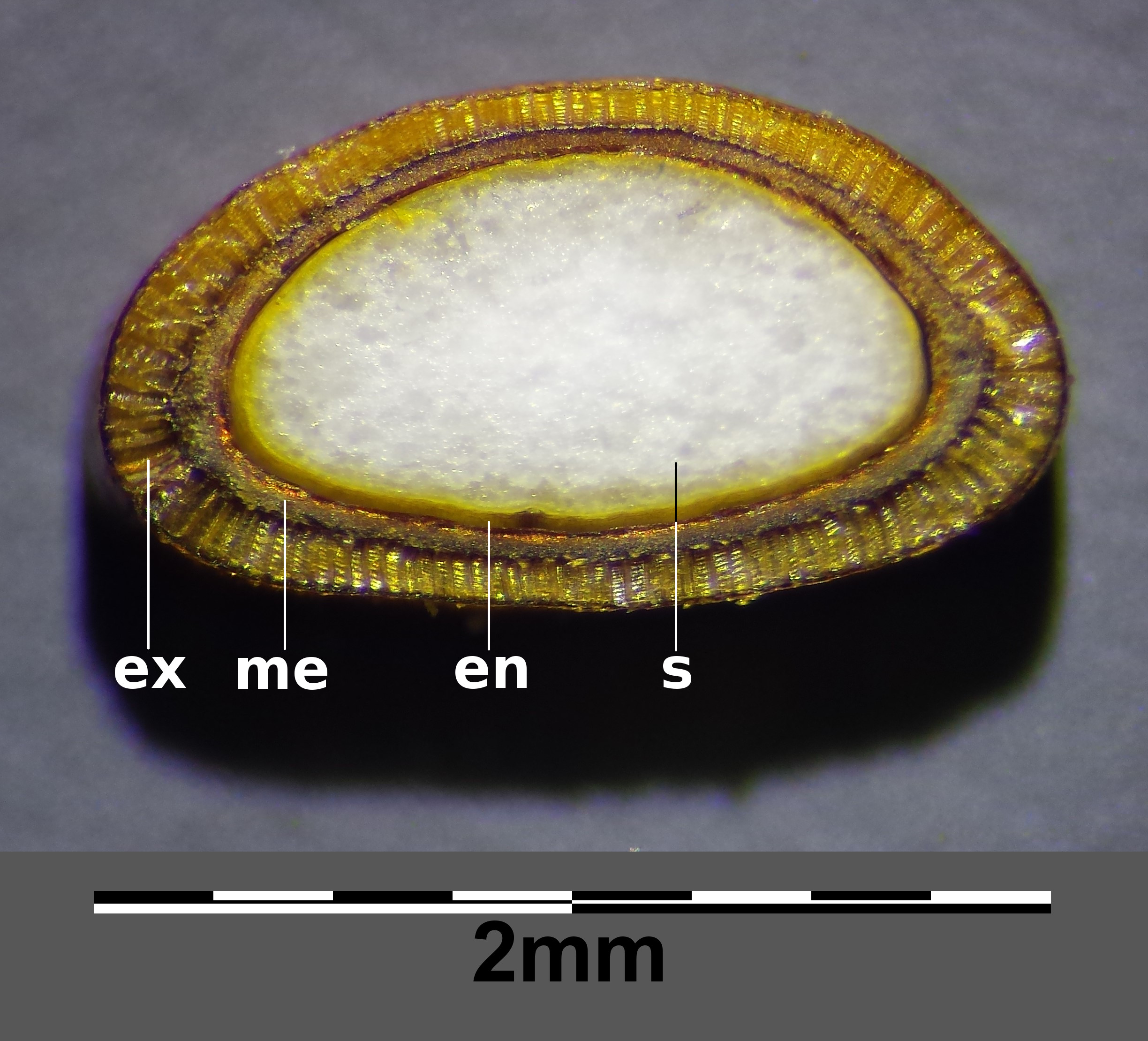
Querschnitt durch eine Nuss: die Flächen sind konvex, das Exokarp (ex) ist rund doppelt so dick wie das sklerenchymatische Mesokarp (me).

### Vegetative Merkmale
Die Gewöhnliche Strandsimse wächst als sommergrüne, ausdauernde krautige Pflanze und erreicht Wuchshöhen von 30 bis 120, zuweilen bis zu 150 Zentimetern. Ihr „Wurzelstock“ ist kriechend. Die Ausläufer sind an der Spitze knollig verdickt. Die Stängel wachsen starr aufrecht bis übergebogen. Sie sind beblättert, scharf dreikantig und oberwärts sehr rau. Die grasartigen Laubblätter sind schraubig angeordnet. Die Blattscheiden der oberen Blätter sind grün, die unteren braun bis schwarz. Die flachen Blattspreiten sind allmählich in eine lange dreikantige Spitze verschmälert. Sie erreichen 2 bis 10 Millimeter Breite. Der Blattrand und der Mittelnerv sind oberwärts rau. 

### Generative Merkmale
Die Blütezeit reicht von Juni bis August, teilweise bis in den Oktober. Unterhalb des Blütenstandes entspringen zwei bis drei laubblattartige Hüllblätter, welche den Blütenstand meist weit überragen. Der Blütenstand ist eine Spirre und erscheint aufgrund verkürzter Seitenäste kopfig. Die rötlichen bis schwärzlichen und eiförmig bis länglichen Ährchen sind sitzend. Sie sind zwischen 9 und 20 Millimeter lang, vielblütig und stehen zu ein bis zehn je Spirrenast. Die Spelzen sind eiförmig, zweispitzig und tragen eine etwa 7 Millimeter lange Granne in der Ausbuchtung. Die aus sechs bis acht Borsten bestehende Blütenhülle (Perianth) ist länger als die Frucht. Der Fruchtknoten ist oberständig und trägt einen dreinarbigen Griffel. 
Die Frucht, eine Achäne, ist etwa 3 Millimeter lang, verkehrt eiförmig und mit einer kurzen Spitze versehen. Die Früchte von Bolboschoenus maritimus subsp. maritimus sind im Querschnitt dreikantig und mittel- bis dunkelbraun. Auch die Spelzen sind mittel- bis dunkelbraun. Die Achänen von Bolboschoenus maritimus subsp. paludosus sind dagegen zweiseitig nach außen gewölbt (bikonvex) und mittelbraun. Seine Spelzen sind dunkelbraun bis strohfarben oder fast farblos. Die einseitig nach außen gewölbten (plankonvexen) Früchte von Bolboschoenus maritimus subsp. affinis sind weiß bis gelblich; die Spelzen gelbbraun.

### Chromosomenzahl
Die Chromosomenzahl beträgt 2n = 104, seltener 76, 77, 86, 110.

## Vorkommen
Die Gewöhnliche Strandsimse ist weltweit an geeigneten Standorten in den subtropischen und gemäßigten Gebieten weitverbreitet. Sie fehlt aber in der Arktis.
Sie kommt in Mitteleuropa vor allem im Küstengebiet an Fluss- und Strommündungen, an Gräben in den Watten, in nassen Dünenmulden und an Eindeichungen vor; dort findet man sie zerstreut und meist bestandsbildend. Im Binnenland tritt sie an Salinen auf. Sonst ist sie in Mitteleuropa ziemlich selten.
Sie ist auf das Tiefland bis zu einer Höhenlage von etwa 600 Metern beschränkt. Sie wächst auf überfluteten, meist salzhaltigen Ton- und Schlickböden der Küsten. Im Binnenland siedelt sie an Salinen sowie an See- und Flussufern. Sie tritt zum Teil bestandesbildend in den Verlandungszonen von Salzgewässern auf und bildet artenarme Riede. Sie ist die Kennart der Pflanzengesellschaft (Assoziation) des Strandsimsen-Brackwasserröhrichts (Scirpetum maritimi Tx. 1937) aus dem Verband Scirpion maritimi.
Die Gewöhnliche Standsimse gedeiht am besten auf basenreichen Schlamm- oder Schlickböden, die im Sommer für kurze Zeit trockenfallen können, die aber sonst überflutet sein sollte. Sie erträgt auch höhere Kochsalzkonzentrationen und mäßige Stickstoffkonzentrationen.
Die Gewöhnliche Strandsimse ist im Röhricht der Gewässer, die tiefer als 500 Meter liegen, weiter verbreitet, als bisher angenommen, zumal sie unter Düngereinfluss gut gedeiht; denn sie ist nicht von Kochsalzvorkommen im Boden abhängig, sondern sie ist allgemein bei hoher Ionenkonzentration konkurrenzfähiger als andere Arten.

## Taxonomie und Systematik
Die Gewöhnliche Strandsimse wurde 1753 von Carl von Linné in Species Plantarum Band 1, S. 51 als Scirpus maritimus erstveröffentlicht. Die Art wurde 1905 von Eduard Palla in Synopsis der Deutschen und Schweizer Flora ed. 3, S. 2532 als Bolboschoenus maritimus (L.) Palla in die Gattung Bolboschoenus gestellt. Synonyme für Bolboschoenus maritimus (L.) Palla sind: Scirpus maritimus L., Schoenoplectus maritimus (L.) Lye.
Es können drei Unterarten unterschieden werden:
- Bolboschoenus maritimus subsp. maritimus, (Syn.: Scirpus maritimus L., Bolboschoenus maritimus subsp. compactus (Hoffm.) Hejný): Sie kommt in den gemäßigten Zonen Eurasiens und in Südafrika vor.[3]
- Bolboschoenus maritimus subsp. affinis (Roth) T.Koyama (Syn.: Scirpus affinis Roth): Sie kommt vom südöstlichen europäischen Russland bis Indochina vor.[3]
- Bolboschoenus maritimus subsp. paludosus (A.Nelson) T.Koyama (Syn.: Scirpus paludosus A. Nelson): Sie kommt von Nordamerika bis ins nördliche Argentinien und auf Hawaii vor.[3]

Die Unterarten unterscheiden sich in der Färbung der Spelzen sowie in der Fruchtform und -farbe. Es wird die Varietät Bolboschoenus maritimus subsp. maritimus var. cymosus beschrieben, die in Europa bis in den Mittelmeerraum vorkommt. Ferner bildet die Gewöhnliche Strandsimse mit der eurasisch verbreiteten Verkannten Strandbinse (Bolboschoenus yagara) die Bastard-Strandsimse (Bolboschoenus maritimus × Bolboschoenus yagara).